# Martin Munkácsi
Martin Munkácsi (* 18. Mai 1896 in Kolozsvár, Österreich-Ungarn; † 13. Juli 1963 in New York, NY; eigentlich Márton Marmelstein oder Mermelstein) war ein bedeutender Reportage- und Modefotograf des 20. Jahrhunderts.

## Leben
Martin Munkácsi stammte aus einer jüdischen Familie, sein Vater Lipot Mermelstein war ein Handwerker. Er magyarisierte den Familiennamen in Munkácsi, um antisemitische Diskriminierungen zu vermeiden. Martin arbeitete ab 1912 als Maler und Sportreporter in Budapest. Seine Karriere als Fotograf begann er als Autodidakt. Trotz schwieriger Familienverhältnisse – der Vater war alkoholkrank – und trotz geringer Schulbildung gelang es ihm schon in den 20er Jahren, Bilder bei Budapester Tageszeitungen und Sportzeitschriften zu veröffentlichen. 1927 war er für verschiedene führende Berliner Zeitschriften als Fotoreporter tätig. Im Mai 1934 emigrierte Munkácsi in die USA, wo er seine Karriere als Modefotograf bei der Zeitschrift Harper’s Bazaar begann. 1936 wurde er Mitarbeiter der Zeitschrift Life. Seit den 40er Jahren zählte der Fotojournalist in den USA zu den wegweisenden Modefotografen.

## Werk
Munkácsi verband seine Erfahrungen aus der Sportfotografie mit der Modefotografie. Mit Dynamik und unkonventionellen Blickwinkeln präsentierte er Mode primär in einem alltäglichen Zusammenhang. Er revolutionierte die Modefotografie, indem er mit speziellen Techniken Bewegung innerhalb des statischen Mediums der Fotografie umsetzte. Im Sinne eines "Neuen Sehens" zeigen seine Porträt- und Gesellschaftsfotografien eine Realität, die gerade ab den 20er Jahren gekennzeichnet war von Schnelligkeit und technischem Fortschritt, u. a. durch das Medium Film. Mit seinem Motto "Think while you shoot!" prägte Munkácsi den Gedanken, dass gute Fotografie zunächst im Kopf entstehe, und inspirierte andere Fotografen von Weltrang wie beispielsweise Henri Cartier-Bresson:
"Probably in 1931 or 1932 I saw a photograph by your father of three black children running into the sea, and I must say that it is that very photograph which was for me the spark that set fire to the fireworks [...] and made me suddenly realize that photography could reach eternity through the moment. It is only that one photograph which influenced me" (Henri Cartier-Bresson in einem Brief an Tochter Joan Munkácsi, 25. Mai 1977).